# Der Grenzgänger
Der Grenzgänger (im Original Grenseland) ist eine norwegisch-deutsche Drama-Miniserie aus dem Jahr 2017, produziert im Auftrag von TV 2 und Sky Deutschland, basierend auf der Idee von Megan Gallagher, die auch teilweise für die Drehbücher verantwortlich war.

## Handlung
Der Polizist Nikolai Andreassen lebt und arbeitet in Oslo, nichts ist ihm wichtiger als seine Prinzipientreue, neben der Gerechtigkeit hat er sich vor allem vorgenommen, Berufliches und Privates nicht zu vermischen.
Nachdem seine Aussage im Rahmen eines Prozesses gegen einen Kollegen dafür sorgt, dass ein Osloer Mafiaboss wieder aus der Haft entlassen wird, er außerdem seinen eigenen Prinzipien nicht treu bleibt und dem Kronzeugen Kristoffer Lund deutlich näher kommt als es seine eigenen Prinzipien zulassen und er auch bei seinen Kollegen nicht mehr gerne gesehen ist, entscheidet er sich zur Familie seines Bruders an die norwegisch-schwedische Grenze zu fahren und Urlaub zu machen. Dort sorgte gerade ein Suizid für Aufregung, Andreassen vermutet jedoch Mord und mischt sich in die Ermittlungen ein. Nachdem sich immer weiter herauskristallisiert, dass sein Bruder und auch sein Vater etwas mit der Sache zu tun haben, wird Andreassen mit einem inneren moralischen Dilemma konfrontiert.

## Besetzung und Synchronisation
Die deutsche Synchronisation entstand nach einem Synchronbuch von Inez Günther unter der Dialogregie von Inez Günther im Auftrag der Bavaria Film Synchron München.
| Rolle                   | Darsteller                 | Erscheinen (Folgen) | Synchronsprecher   |
| ----------------------- | -------------------------- | ------------------- | ------------------ |
| Nikolai Andreassen      | Tobias Santelmann          | 1.01–1.08           | Julian Manuel      |
| Anniken Høygaard-Larsen | Ellen Dorrit Petersen      | 1.01–1.08           | Melanie Manstein   |
| Lars Andreassen         | Benjamin Helstad           | 1.01–1.08           | Paul Sedlmeir      |
| Josef Kolberg           | Eivind Sander              | 1.01–1.08           | Matthias Klie      |
| Hans Olav Andreassen    | Bjørn Skagestad            | 1.01–1.08           | Martin Umbach      |
| Milla                   | Thelma Farnes Ottersen     | 1.01–1.08           | Greta Wintermeyer  |
| Erik                    | Todd Bishop Monrad Vistven | 1.01–1.08           | Vincent Dreiseitl  |
| Bengt Skare             | Frode Winther              | 1.01–1.08           | Stefan Lehnen      |
| Marta                   | Ellen Birgitte Winther     | 1.01–1.08           | Claudia Lössl      |
| Kristoffer Lund         | Morten Svartveit           | 1.01–1.08           | Oliver Scheffel    |
| Eva                     | Anagil de Melo Nascimento  | 1.01–1.08           | Eva-Maria Reichert |

## Episodenliste
| Nr. | Deutscher Titel      | Originaltitel          | Erstausstrahlung Norwegen | Deutschsprachige Erstausstrahlung (Sky Atlantic) | Regie               | Drehbuch                               |
| --- | -------------------- | ---------------------- | ------------------------- | ------------------------------------------------ | ------------------- | -------------------------------------- |
| 1   | Nikolais Dilemma     | Nikolais dilemma       | 2. Nov. 2017              | 6. Apr. 2018                                     | Gunnar Vikene       | Megan Gallagher                        |
| 2   | Lars’ Täuschung      | Lars’ løgn             | 2. Nov. 2017              | 6. Apr. 2018                                     | Gunnar Vikene       | Megan Gallagher                        |
| 3   | Annikens Ziel        | Annikens jakt          | 2. Nov. 2017              | 13. Apr. 2018                                    | Gunnar Vikene       | Megan Gallagher & Bjørn Ekeberg        |
| 4   | Oves Aussage         | Oves vitnemål          | 9. Nov. 2017              | 13. Apr. 2018                                    | Bård Fjulsrud       | Megan Gallagher & Bjørn Ekeberg        |
| 5   | Bengts Schicksal     | Bengts skjebne         | 16. Nov. 2017             | 20. Apr. 2018                                    | Bård Fjulsrud       | Megan Gallagher & Bjørn Ekeberg        |
| 6   | Millas Zukunft       | Millas fremtid         | 23. Nov. 2017             | 20. Apr. 2018                                    | Bård Fjulsrud       | Megan Gallagher & Melike Leblebicioglu |
| 7   | Josefs Chance        | Josefs sjanse          | 30. Nov. 2017             | 27. Apr. 2018                                    | Rune Denstad Langlo | Megan Gallagher & Melike Leblebicioglu |
| 8   | Hans-Olavs Geheimnis | Hans Olavs hemmelighet | 7. Dez. 2017              | 27. Apr. 2018                                    | Rune Denstad Langlo | Megan Gallagher & Bjørn Ekeberg        |

## Ausstrahlung
Der Grenzgänger ist eine Produktion im Auftrag von Sky Deutschland und dem norwegischen Sender TV 2, in Deutschland wird sie als Sky Original vermarktet. Die deutsche Erstaufführung fand im Rahmen des Krimifestivals München im März 2018 statt. Die deutsche Ausstrahlung begann am 6. April 2018 auf sky.de und Sky Atlantic. Zum Serienauftakt stellte Sky die erste Folge kostenlos zum Streaming zur Verfügung. International sicherte sich teilweise Netflix die Vermarktungsrechte.

## Rezeption

### Zuschauer
Auf der Internet Movie Database vergaben die Zuschauer eine Wertung von 6,8 von 10 bei etwa 2.800 abgegebenen Stimmen, auf Rotten Tomatoes empfehlen 68 % der Zuschauer die Fernsehserie.

### Kritiker
Der Tagesspiegel bezeichnet das Drehbuch als schlüssig und die Inszenierung als kunstvoll, ohne Effekthascherei. Außerdem schreibt sie [i]m diffusen Dämmerlicht des winterkargen Waldes ringsum entfalten die Charaktere einen Tiefgang.
Kathrin Hollmer bezeichnet Der Grenzgänger in der Süddeutschen Zeitung als eine einzigartige Mischung aus Familiendrama und Nordic-Noir-Krimi. Sie hebt die Landschaftsaufnahmen hervor, die sie als bedrohlich und düster bezeichnet und zeigt sich begeistert darüber, dass die Hinweise zum Fall subtil eingestreut werden, was die Serie eindrucksvoller macht als klassische nordische Fernsehkrimis. Das Lob aus dem Ausland für die schwule Hauptfigur kann sie nicht nachvollziehen, dafür wird ihr dies zu wenig thematisiert.
Solide, aber nicht außergewöhnlich lautet das Fazit von Felix Reek im GQ Magazin. Die Miniserie traut sich zu wenig, es fehlt das gewisse Extra.